# الدغافلة
الدَغَافِلَة قرية تقع في معتمدية صواف بولاية زغوان بالوسط التونسي.

### مواضيع ذات علاقة
- معتمدية صواف.
- ولاية زغوان.